# Something Beautiful (álbum)
Something Beautiful é o nono álbum de estúdio da cantora estadunidense Miley Cyrus, lançado em 30 de maio de 2025 através da Columbia Records. O projeto é acompanhado de um filme musical de mesmo nome que será lançado em 6 de junho 2025. Um álbum visual com temas existenciais, centrado na cura de traumas e na descoberta de beleza nos momentos mais sombrios da vida, é o seu primeiro álbum de estúdio em mais de dois anos, após Endless Summer Vacation (2023). Cyrus foi a produtora executiva do álbum, ao lado de Shawn Everett, e trabalhou nele ao lado de vários músicos notáveis, incluindo Molly Rankin e Alec O'Henley do Alvvays, Cole Haden do Model/Actriz, Danielle Haim, Flea, Pino Palladino e Adam Granduciel do The War on Drugs. Brittany Howard e Naomi Campbell aparecem como artistas convidadas. 
O álbum foi promovido pelo carro-chefe "End of the World", bem como pelas canções promocionais "Prelude", "Something Beautiful" e "More to Lose". O videoclipe de "Easy Lover" foi lançado simultaneamente com o álbum.

## Antecedentes e divulgação
Em novembro de 2024, através de uma entrevista para a Harper's Bazaar, Cyrus anunciou que estava trabalhando em um novo álbum intitulado Something Beautiful. Inspirada por The Wall (1979) de Pink Floyd, ela explicou que seria um álbum visual centrado no tema de "cura". Ela começou oficialmente a divulgar o álbum em 17 de março de 2025, atualizando seus visuais nas redes sociais e em seu site, além de divulgar o projeto por meio de pôsteres ao redor do mundo. A cantora anunciou oficialmente o álbum em 24 de março de 2025, por meio de sua conta no Instagram. Inicialmente, ela planejou realizar uma série de apresentações intimistas do álbum em "espaços visualmente agradáveis", como florestas, mas abandonou a ideia em favor do filme visual, que ela descreveu como sua "maneira de fazer turnês". Em 19 de maio, Cyrus divulgou oficialmente a lista de faixas, revelando colaborações com Brittany Howard e Naomi Campbell.

## Temas e composição
Composto por treze canções, Something Beautiful teve Cyrus e Shawn Everett como produtores executivos. Sua arte foi fotografada por Glen Luchford e apresenta Cyrus vestida com alta costura de arquivo de Thierry Mugler de 1997, que foi descrita como um "aceno marcante" à estética "ousada" e à narrativa visual do álbum. A capa mostra Cyrus envolta em escuridão enquanto ela está cercada por luzes, enfatizando o tema do álbum de "beleza nos momentos mais sombrios".
Miley descreveu o álbum como "hipnótico", criado como "uma tentativa de medicar uma cultura um tanto doentia por meio da música". Os temas do álbum giram em torno de beleza, morte, psicodelia, impermanência, coração partido e destruição. Ao discutir a inspiração temática para o álbum, ela afirmou que "os momentos mais desagradáveis da nossa vida têm um ponto de beleza. Eles são a sombra, são o carvão, são o sombreamento. Não se pode ter uma pintura sem realces e contraste".

### Canções
Something Beautiful começa com "Prelude", uma recitação apoiada por instrumentais eletrônicos. Cyrus explora pensamentos existenciais e contempla a dualidade da beleza. A faixa-título do álbum começa como uma balada alternativa de R&B fundida com influências de soul e jazz. Ela posteriormente "explode" em um rock experimental e pop psicodélico, destacado pelos vocais distorcidos de Cyrus. "End of the World" é uma canção pop com influências disco sobre mortalidade e escapismo diante de um apocalipse inevitável. A música explora a "justaposição entre a felicidade de estar com alguém que você ama enquanto o mundo está desmoronando ao seu redor". "More to Lose" é uma balada "cinematográfica" com violão, piano e instrumentos de cordas; suas letras introspectivas refletem um relacionamento fracassado.

## Filme
O filme musical homônimo que acompanha o álbum foi escrito e dirigido por Cyrus, Jacob Bixenman e Brendan Walter. Foi produzido pela Columbia Records, Sony Music Vision, Live Nation Entertainment e XYZ Films. O filme tem lançamento previsto para 6 de junho de 2025 no Tribeca Festival de 2025. Será lançado nos cinemas por apenas uma noite em 12 de junho de 2025 nos Estados Unidos e no Canadá, e em 27 de junho de 2025 internacionalmente.

## Promoção
Em 31 de março de 2025, o lyric video visual de "Prelude" estreou no canal oficial de Cyrus no YouTube; foi dirigido por Cyrus, Jacob Bixenman e Brendan Walter. No mesmo dia, o videoclipe da faixa-título foi lançado. Pouco tempo depois, outdoors na Times Square, em Nova Iorque, anunciaram o lançamento de outra faixa, "End of the World". Foi lançada em 3 de abril de 2025, como o primeiro single do álbum. No mês seguinte, Cyrus lançou outra faixa do álbum, "More to Lose", durante uma apresentação em pequena escala na Casa Cipriani na cidade de Nova Iorque; foi lançada em 9 de maio de 2025. Em 6 de maio, Spotify sediou em Nova Iorque o evento "An Evening with Miley Cyrus", onde um número limitado de fãs puderam ouvir o álbum completo e assistir ao filme homônimo. Em 21 de maio, a Apple Music divulgou uma entrevista da cantora com Zane Lowe. No dia seguinte, ela apareceu no Jimmy Kimmel Live!, onde ela apresentou "More to Lose". Em 27 de maio, ela realizou um concerto privado no Chateau Marmont em Los Angeles para fãs selecionados através do TikTok, onde ela cantou  "More to Lose", "Easy Lover", "Flowers", "The Climb" e "End of the World". Uma versão editada da colaboração com Brittany Howard, "Walk of Fame", foi lançada em 28 de maio, dois dias antes do lançamento do álbum.

## Lista de faixas
Créditos adaptados do Apple Music.
| Something Beautiful – Edição padrão |                                                          | |                                                                                 |         |  |
| N.º                                 | Título                                                   | Compositor(es)                                                                                           | Produtor(es)                                                                    | Duração |  |
| 1.                                  | "Prelude"                                                | Miley Cyrus Maximilian Morando Shawn Everett Cole Haden Jonathan Rado Michael Pollack                    | Cyrus Maxx Morando Everett Rado Pollack JC LeResche [a]                         | 2:36    |  |
| 2.                                  | "Something Beautiful"                                    | Cyrus Morando Max Taylor-Sheppard Pollack Ryan Beatty                                                    | Cyrus Morando Everett Rado Taylor-Sheppard Pollack LeResche [a]                 | 4:32    |  |
| 3.                                  | "End of the World"                                       | Cyrus Pollack Gregory Aldae Hein Everett Rado Molly Rankin Alec O'Hanley                                 | Cyrus Morando Pollack Everett Rado Rankin O'Hanley Taylor-Sheppard LeResche [a] | 4:10    |  |
| 4.                                  | "More to Lose"                                           | Cyrus Autumn Rowe Pollack                                                                                | Cyrus Rado Pollack Everett BJ Burton LeResche [a]                               | 4:36    |  |
| 5.                                  | "Interlude 1"                                            | Cyrus Rado Morando Taylor-Sheppard Pollack                                                               | Cyrus Rado Morando Taylor-Sheppard Pollack Everett LeResche [a]                 | 1:15    |  |
| 6.                                  | "Easy Lover"                                             | Cyrus Pollack Ryan Tedder Omar Fedi                                                                      | Cyrus Pollack Rado Everett LeResche [a]                                         | 3:07    |  |
| 7.                                  | "Interlude 2"                                            | Cyrus Rado Morando Everett Pollack                                                                       | Cyrus Rado Morando Everett Pollack LeResche [a]                                 | 1:30    |  |
| 8.                                  | "Golden Burning Sun"                                     | Cyrus Rado Pollack Everett Bibi Bourelly Tobias Jesso Jr.                                                | Cyrus Rado Pollack Everett Burton LeResche [a]                                  | 4:54    |  |
| 9.                                  | "Walk of Fame" (part. de Brittany Howard)                | Cyrus Howard Morando Pollack Rado Everett                                                                | Cyrus Morando Pollack Rado Everett Howard [a] LeResche [a]                      | 6:00    |  |
| 10.                                 | "Pretend You're God"                                     | Cyrus Morando Hein Pollack Andrew Wyatt Rado Emile Haynie Everett                                        | Cyrus Morando Pollack Rado Everett Kenny Segal [a] LeResche [a]                 | 4:39    |  |
| 11.                                 | "Every Girl You've Ever Loved" (part. de Naomi Campbell) | Cyrus Pollack Rado Everett Rankin O'Hanley Marie Davidson David Dewaele Stephen Dewaele Pierre Guerineau | Cyrus Pollack Rado Everett LeResche [a]                                         | 5:18    |  |
| 12.                                 | "Reborn"                                                 | Cyrus Morando Rado Hein Pollack Taylor-Sheppard Ethan Shevin                                             | Cyrus Morando Rado Pollack Taylor-Sheppard Everett Shevin LeResche [a]          | 5:43    |  |
| 13.                                 | "Give Me Love"                                           | Cyrus Tom Hull Tyler Johnson                                                                             | Cyrus Rado Johnson Everett Kid Harpoon Pollack LeResche [a]                     | 3:51    |  |
| Duração total:                      | Duração total:                                           | Duração total:                                                                                           | Duração total:                                                                  | 56:31   |  |

#### Créditos desamples
- "Every Girl You've Ever Loved" contém um sample de "Work It (Soulwax Remix)" (2019), escrita por Marie Davidson, David Dewaele, Stephen Dewaele e Pierre Guerineau, e interpretada por Marie Davidson.[38]